# جغد برزیلی
جغد برزیلی (نام علمی: Strix hylophila) نام یک گونه از سرده جغدهای بی‌گوش است.